# Dannemora (village, New York)
Pour les articles homonymes, voir Dannemora (homonymie).
Ne doit pas être confondu avec Dannemora (New York).
Dannemora est un village partagé entre les municipalités de Dannemora et Saranac, situé dans le comté de Clinton, dans l'État de New York, aux États-Unis.

## Géographie
Situé à 500 km au nord de New York et à 100 km au sud de Montréal, le village s'étend sur 2,97 km2 pour moitié sur Dannemora au nord et Saranac au sud,. Il abrite dans sa partie nord l'établissement correctionnel de Clinton.